# Naotake Satō
Naotake Satō (佐藤 尚武, Satō Naotake), né le 30 octobre 1882 à Osaka et mort le 18 décembre 1971, est un diplomate et homme politique japonais. 

## Biographie

### Formation
Il est diplômé de la haute école de commerce de Tokyo (東京高等商業学校| Tōkyō Kōtō Shōgyō Gakkō, à présent université Hitotsubashi) en 1904, suit un cours de formation consulaire du même institut et y termine ses études en 1905.

### Carrière diplomatique
Il passe en 1905 l'examen de service extérieur et commence à travailler au ministère japonais des Affaires étrangères. Après avoir servi comme consul général de Moukden et secrétaire exécutif du traité naval de Londres, il devient ambassadeur du Japon impérial en Belgique en 1930, puis en France en 1933.

### Carrière politique
Il est nommé ministre des Affaires étrangères dans le cabinet Senjūrō Hayashi en mars 1937 et démissionne en juin suivant, puis est affecté comme conseiller diplomatique sous le 1er cabinet de Fumimaro Konoe et celui de Hideki Tōjō. 

### Ambassadeur en URSS
En 1942, il est nommé ambassadeur en URSS à la demande du ministre des Affaires étrangères, Shigenori Tōgō. Il n'a de cesse de rechercher la paix avec les Alliés grâce à l'aide de l'URSS en raison du pacte de neutralité nippo-soviétique, alors que les conditions de la guerre s'aggravent pour le Japon impérial. Cependant, Satō constate et communique à Tokyo qu'il est peu probable que l'URSS aide le Japon impérial car il est fort probable que celui-ci perdra la guerre, et invite le gouvernement impérial à mettre fin à la guerre le plus tôt possible. Le 8 août 1945, il est convoqué au Kremlin par Viatcheslav Molotov, ministre soviétique des Affaires étrangères et reçoit une déclaration de guerre contre l'empire du Japon. 

### Après la guerre
Après la guerre, il est élu en 1947 membre de la Chambre des conseillers de la Diète du Japon, qu'il préside de 1949 à 1953.

## Source de la traduction
- (en) Cet article est partiellement ou en totalité issu de l’article de Wikipédia en anglais intitulé « Naotake Satō » (voir la liste des auteurs).
- Notices d'autorité :   - VIAF
  - ISNI
  - BnF (données)
  - IdRef
  - LCCN
  - GND
  - Japon
  - CiNii
  - WorldCat